# Gortyna flavidior
Gortyna flavidior là một loài bướm đêm trong họ Noctuidae.